# Курдоведение
Курдоведение (курд. kurdzanî, англ. Kurdish studies) или курдология (курд. Kurdolojî, англ. Kurdology), также курдистика (курд. Kurdnasî, англ. Kurdistics) — наука, сконцентрированная на комплексном изучении курдов, их истории, языка и культуры и исторической родины. Нередко считается составной и неотъемлемой частью частью иранистики.

## Ранняя курдология
Первой книгой об истории и происхождении курдов является Ансаб-аль-Акрад (араб. أنساب الأكراد‎ — «Происхождение курдов»), являющийся летописью на арабском языке, написанной Абу Ханифой ад-Динавари (ок. 815—895). В настоящее время книга считается утраченной.
На протяжении XVII-го и XVIII-го веков большинство работ о курдах пытались выяснить происхождение этого народа и его языка. Существовали различные теории, в том числе убеждения, что курдский тесно связан с тюркскими языками, что это грубый и необразованный персидский диалект или то, что курды изначально были халдеями.
Ранняя курдология характеризуется отсутствием институционализированного подхода и отсутствием критической контекстуализации. В санкционированной Российской академией наук поездке с 1768 по 1774 год натуралист Иоганн Антон Гюльденштедт отправился на южную границу Российской империи, чтобы исследовать Кавказ и курдов в Грузии. В своих путевых заметках, опубликованных между 1787 и 1791 годами, Гюльденштедт ошибочно утверждал, что курды были татарами (азербайджанцами), и его переводы также имели неточности из-за проблем со связью со своими информаторами. Его утверждение о том, что курдский язык связан с тюркскими языками, было, тем не менее, отвергнуто немецким библиотекарем Иоганном Аделунгом, который утверждал, что курды связаны с Кордуеной, основываясь на Ксенофонте и его работе «Анабасис», датируемой около 370 года до нашей эры.

Испанский иезуит Лоренцо Эрвас-и-Пандуро также исследовал курдский язык в 1787 году и утверждал, что:
Курдистанский язык (il Curdistano) более похож на персидский, чем на турецкий; настолько, что из ста курдистанских слов (parole Curdistane) только пятнадцать имеют сходство со своим турецким соседом и тридцать пять — с персидским; мне кажется, что курдистанские слова близки к турецкому, персидскому и татарскому (т.е. азербайджанскому).

## Центры

### Италия
Курды впервые стали известны в Европе благодаря Домениконскому ордену. В начале именно итальянцы проводили исследования курдов по поручению Ватикана. Монах Доменико Ланца жил между 1753 и 1771 годами близ Мосула и опубликовал книгу под названием «Compendiose realizione istorica dei viaggi fatti dal Padre Domenico Lanza dell'Ordine dei Predicatori de Roma in Oriente dall'anno 1753 al 1771». Миссионер и путешественник Маурицио Гарцони провел 20 лет с курдами Амадии и Мосула и написал итало-курдский словарь, содержащий около 4500 слов между 1764 и 1770 годами. Эта работа была опубликована в Риме в 1787 году под названием «Grammatica e Vocabolario della Lingua Kurdi». С ростом интереса в Европе к Османской империи другие люди узнали о курдах. Книга Гарцони была переиздана в 1826 году. Первая европейская книга, посвященная религии курдов, появилась в Неаполе в 1818 году. Она называлась «Storia della regione Kurdistan e delle sette di religio ivi esistenti» и была написана Джузеппе Кампаниле. Итальянский миссионер и исследователь Алессандро де Бьянки опубликовал в 1863 году книгу о курдской культуре, традициях и истории.

### Германия
Самое раннее упоминание о курдах в немецкой работе происходит от Иоганна Шитбергера от 1473 года. В 1799 году Иоганн Адам Бергк также упоминает курдов в своей книге по географии. Во время пребывания в Османской империи Гельмут фон Мольтке сообщал о курдах в своих рабочих письмах о событиях в Турции. Курды также упоминались в немецкой литературе, наиболее ярким примером является Карл Май в 1892 году опубликовал «Durchs wilde Kurdistan».
Период с 1840 по 1930 год был самым продуктивным периодом курдологии в Германии. Германия была в то время центром курдских исследований в Европе. Благодаря хорошим отношениям с Османской империей немецкие исследователи смогли относительно легко получить доступ к османским землям и их жителям
В настоящее время Берлинский университет Гумбольдта, Венский университет, Геттингенский университет, Эрфуртский университет и Свободный университет Берлина предлагают курдские курсы в Германии, либо в качестве отдельного исследования, либо в рамках более широких иранских исследований.

### Россия
Во время своей экспансии Россия также находилась в контакте с Османской империей, что часто приводило к конфликтам. Выход России к Черному морю и Кавказу привел страну в контакт с восточной частью Османской империи, где они затем начали свои исследования курдов. В 1879 году русско-польский дипломат из Эрзурума Август Дементьевич Жаба опубликовал франко-курдский словарь с помощью Махмуда Баязиди. Центром курдских исследований был Санкт-Петербургский университет. Жаба и другие дипломаты, такие как Василий Никитин, собирали курдские рукописи и записывали устные истории. Среди прочего, Шараф-наме была впервые переведена на русский язык.

### Турция
Из-за политики турецкого государства курдский народ и его культура десятилетиями нес рассматривались в качестве темы исследования. Некоторые ранние работы о курдах, такие как Фахреттин Кырзиоглу, изображали курдов как тюркскую или туранскую группу населения и соответствовали государственному тезису о турецкой истории. Первые исследования, которые отклонялись от государственной точки зрения, были опубликованы Исмаилом Бешикчи. Только после ослабления турецко-курдских отношений появились научные труды о курдах. В художественном университете Мардина, который был основан в 2007 году, в составе Института живых языков была создана кафедра курдского языка и литературы.

## Известные ученые
- Маурицио Гарсони (1730–1790);
- Иоганн Кристоф Аделунг (1732–1806);
- Лоренцо Эрвас и Пандуро (1735–1809);
- Петр Симон Паллас (1741-1811);
- Иоганн Антон Гюльденштедт (1745–1781);
- Юлиус Клапрот (1783-1835);
- Франсуа Бернар Шармуа (1793–1869);
- Август Дементьевич Жаба (1801–1894);
- Александр Ходзько (1804–1891);
- Илья Николаевич Березин (1818-1896);
- Пётр Иванович Лерх (1828-1884);
- Фердинанд Юсти (1837-1907);
- Альберт Социн (1844-1899);
- Николай Яковлевич Марр (1865−1934);
- Эли Баннистер Соан (1881-1923);
- Василий Никитин (1885-1960);
- Араб Шамоевич Шамилов (1897-1978);
- Амине Авдал (1906-1964);
- Heciyê Cindî (1908-1990)
- Канат Калашевич Курдоев (1909-1985);
- Роже Леско (1914-1975);
- Мохаммад Мокри (1921-2007);
- Маргарита Борисовна Руденко (1926-1976);